# Quyền lực chết
Quyền lực chết (tiếng Anh: Macbeth là phim Anh 2015 của đạo diễn Justin Kurzel của biên kịch Jacob Koskoff, Todd Louiso và Michael Lesslie dựa trên vở kịch The Tragedy of Macbeth của William Shakespeare. Phim có sự tham gia của Michael Fassbender trong vai Macbeth và Marion Cotillard trong vai Lady Macbeth. Phim được chọn để tranh giải Palme d'Or tại Liên hoan phim Cannes 2015.

## Phân vai
- Michael Fassbender vai Macbeth
- Marion Cotillard vai Lady Macbeth
- Paddy Considine vai Banquo
- Sean Harris as Macduff
- Jack Reynor vai Malcolm
- Elizabeth Debicki vai Lady Macduff
- David Thewlis vai King Duncan
- Ross Anderson vai Rosse
- David Hayman vai Lennox
- Maurice Roëves vai Menteith
- Hilton McRae vai Macdonwald
- Seylan Baxter, Lynn Kennedy, Kayla Fallon và Amber Rissmann vai the Ba người phù thủy
- Lochlann Harris vai Fleance
- Barrie Martin vai Thane
- Rebecca Benson vai Maidservant
- James Harkness vai Angus
- Scott Dymond vai Seyton
- Gerard Miller vai Macbeth's messenger
- Shaun Lucas as Earl
- Jamie Flint vai binh lính
- Che Grant vai lính Anh